# Порту-Акри

Порту-Акри на карте

Порту-Акри (порт. Porto Acre; до 1904 также Пуэрто-Алонсо; исп. Puerto-Alonso) — муниципалитет в Бразилии, входит в штат Акри. Составная часть мезорегиона Вали-ду-Акри. Входит в экономико-статистический микрорегион Риу-Бранку. Население составляет 14 880 человек на 2010 год. Занимает площадь 2604,875 км². Плотность населения — 5,71 чел./км².

## Границы
Муниципалитет граничит:	
- на севере — штат Амазонас
- на востоке — муниципалитет Сенадор-Гиомард
- на юге — муниципалитет Риу-Бранку
- на западе — муниципалитет Бужари

## Административное деление
Муниципалитет состоит из 4 дистриктов (районов):
1. Порту Акри
2. Вила Какета
3. Вила-Инкра
4. Вила-ду-V

## Демография
Согласно сведениям, собранным в ходе переписи 2010 г. Национальным институтом географии и статистики (IBGE), население муниципалитета составляет:
| Полное население                               | Полное население                               | Полное население                               | Полное население                               | 14 880 |
| ---------------------------------------------- | ---------------------------------------------- | ---------------------------------------------- | ---------------------------------------------- | ------ |
| в том числе:                                   | Городское население                            | 1982                                           | Процент городского населения, %                | 13,22  |
|                                                | Сельское население                             | 12 898                                         | Процент сельского населения, %                 | 86,68  |
|                                                | Мужское население                              | 7845                                           | Процент мужского населения, %                  | 52,71  |
|                                                | Женское население                              | 7035                                           | Процент женского населения, %                  | 47,28  |
| Плотность населения, чел/км²                   | Плотность населения, чел/км²                   | Плотность населения, чел/км²                   | Плотность населения, чел/км²                   | 5,71   |
| Население муниципалитета в % к населению штата | Население муниципалитета в % к населению штата | Население муниципалитета в % к населению штата | Население муниципалитета в % к населению штата | 2,03   |

По данным оценки 2015 года, население муниципалитета составляет 16 757 жителей.

## Важнейшие населенные пункты
| № | Населённый пункт | Населённый пункт (порт.) | Категория | Население чел. (2010) | На карте                       |
| - | ---------------- | ------------------------ | --------- | --------------------- | ------------------------------ |
| 1 | Порту-Акри       | Porto Acre               | город     | 1982                  | 9°35′35″ ю. ш. 67°32′29″ з. д. |
| 2 | Вила-Инкра       | Humaitá                  | поселок   | 2895                  | 9°43′38″ ю. ш. 67°42′00″ з. д. |
| 3 | Вила-ду-V        | Vila do V                | поселок   | 2167                  | 9°40′47″ ю. ш. 67°44′35″ з. д. |
| 4 | Вила-Какета      | Caquetá                  | поселок   | 801                   | 9°45′24″ ю. ш. 67°21′30″ з. д. |

## Статистика
- Валовой внутренний продукт на 2005 год составляет 72 711 358 реалов (данные: Бразильский институт географии и статистики).
- Валовой внутренний продукт на душу населения на 2005 год составляет 6016,66 реалов (данные: Бразильский институт географии и статистики).
- Индекс развития человеческого потенциала на 2000 год составляет 0,540 (данные: Программа развития ООН).

## История
До 1899 года контролировался республикой Боливия. В 1899—1903 годах служил столицей республики Акри.